# Malacosoma disstria
Malacosoma distria là một loài bướm đêm sinh sống ở Hoa Kỳ và Canada, đặc biệt là các khu vực phía đông. Sâu bướm tạo các lều tơ và ở chung với nhau và lột xác trong các tổ kén.
Không giống như các loài sâu bướm có liên quan, ấu trùng của sâu bướm này không làm tổ kén mà thay vào đó, dệt một tấm vải tơ để chúng nằm cùng nhau trong quá trình lột xác. Chúng cũng tạo ra những sợi tơ khi chúng di chuyển trên các cành cây và di chuyển theo nhóm dọc theo những con đường tơ có chứa pheromone. Những con sâu bướm có tính xã hội, di chuyển cùng nhau để kiếm ăn và tập thể thành một nhóm khi nghỉ ngơi. Hành vi theo nhóm giảm dần khi sâu bướm tăng kích thước, do đó vào tuổi thứ năm (thay lông), sâu bướm kiếm ăn và nghỉ ngơi độc lập.
Những con bướm đêm trưởng thành của loài này ưa thích cây sồi, sau sau, lam quản thụ, cây dương và cây phong đường để đẻ trứng vào mùa hè. Những con cái đẻ trứng với khối lượng lên đến 300 quả, được dính vào cành cây và được bao phủ bởi một loại keo dính gọi là spumaline, giúp chúng không bị khô và đông cứng. Trứng nở vào mùa xuân năm sau. Ấu trùng có thể được tìm thấy khi ăn nhiều loài cây rụng lá hoặc cây bụi khác. Mật độ số lượng cao bùng phát có xu hướng tái phát đều đặn trong khoảng thời gian hợp lý cứ sau mỗi thập kỷ hoặc lâu hơn và thường kéo dài từ hai đến ba năm, trong thời gian đó cây cối và bụi rậm có thể gần như hoàn toàn không còn lá. Hầu hết các cây thay thế những lá bị mất mà không bị hư hại vĩnh viễn.

## Mô tả
Ấu trùng trưởng thành (trước khi thành nhộng) có chiều dài từ 50 đến 64 mm. Sâu bướm có màu đen, nâu sẫm hoặc xám, với các sọc dọc rộng màu xanh lam và các sọc vàng mỏng kéo dài dọc mỗi bên. Mặt sau của mỗi đoạn bụng có một đốm trắng rộng hơn về phía cuối đầu. Các bên được bao phủ một phần bởi các lông tơ cứng dài. Bướm đêm trưởng thành lột xác chui ra vỏ có màu vàng hoặc rám nắng với cơ thể dày, ngắn và có lông. Sải cánh khoảng 30 mm. Màu sắc tương tự nhau đối với con đực và con cái. Cơ thể của con cái lớn hơn cơ thể của con đực.
Đây là loài bản địa Bắc Mỹ.